# Saint-Christophe-du-Bois

Saint-Christophe-du-Bois este o comună în departamentul Maine-et-Loire, Franța. În 2009 avea o populație de 2,633 de locuitori.